# Vähä Loukkeenmaa
Vähä Loukkeenmaa är en ö i Finland. Den ligger i Bottenhavet och i kommunen Euraåminne i den ekonomiska regionen  Raumo ekonomiska region i landskapet Satakunta, i den sydvästra delen av landet. Ön ligger omkring 25 kilometer sydväst om Björneborg och omkring 230 kilometer nordväst om Helsingfors.
Öns area är 1,3 hektar och dess största längd är 150 meter i sydväst-nordöstlig riktning.